# جنيفر وارد
جنيفر وارد هي صحفية كندية، ولدت في 5 مايو 1957.